# Trappojauratj
Trappojauratj är en sjö i Arjeplogs kommun i Lappland och ingår i Byskeälvens huvudavrinningsområde. Sjön har en area på 0,184 kvadratkilometer och ligger 462,2 meter över havet.

## Delavrinningsområde
Trappojauratj ingår i det delavrinningsområde (730435-161784) som SMHI kallar för Ovan 730365-161890. Medelhöjden är 473 meter över havet och ytan är 3,68 kvadratkilometer. Det finns ett avrinningsområde uppströms, och räknas det in blir den ackumulerade arean 8,71 kvadratkilometer. Vattendraget som avvattnar avrinningsområdet har biflödesordning 3, vilket innebär att vattnet flödar genom totalt 3 vattendrag innan det når havet efter 196 kilometer. Avrinningsområdet består mestadels av skog (93 procent). Avrinningsområdet har 0,18 kvadratkilometer vattenytor vilket ger det en sjöprocent på 5 procent.